# حب الرجال (فلم)
حب الرجال ( (بالفرنسية: L'amour des hommes) ) هو فيلم درامي رومانسي فرنسي-تونسي عام 2017 من إخراج مهدي بن عطية وشارك في إنتاجه ديفيد ماتيو ماهياس وماني مرتضوي. الفيلم من بطولة حفصية حرزي مع رؤوف بن عمر وهيثم عاشور وسندس بلحسن في الأدوار المساندة. يتتبع الفيلم حكاية الشابة أمل التي تحاول أن تجد بعض العزاء في التصوير الفوتوغرافي بعد الموت المفاجئ لزوجها من خلال اختيار غرباء من الشوارع.
صُوِّرالفيلم في تونس العاصمة. وعُرض لأول مرة في 21 فبراير 2018 في فرنسا. تلقَّى الفيلم ردود فعل متباينة من النقاد. في عام 2017 في مهرجان وارسو السينمائي الدولي رُشِّح الفيلم لجائزة جراند بريكس للمسابقة الدولية.

## طاقم العمل
- حفصية حرزي بدور أمل
- رؤوف بن عمر بدور الطيب والد الزوج
- هيثم عاشور بدور سامي عاشق أمل الفكري
- سندس بلحسن في دور سعاد زوجة الطيب
- كريم آيت محيد في دور رباح، شاب التقطت أمل له صورًا
- أميمة بن حفصي بدور كوثر
- رشدي بلقاسمي بدور عيسى صديق كوثر
- عبد الحميد نوارة في دور مولدي، مصفف شعر التقطت أمل له صورًا
- نصر الدين بن معطي بدور قيس
- فريد بوغدير بدور مصطفى
- نوال بن كريم بدور ليليا
- غانم زرلي
- سامية رحيم
- جويدا فوغان